# Rhône-Simplonlijn
| Geologie van de Alpen |
| --- |
| Weisshorn |
| Tektonische indeling |
| Molassebekken |
| Helvetische Zone |
| Penninische Dekbladen |
| Austroalpiene Dekbladen |
| Zuidelijke Alpen |
| Geologische structuren |
| Aarmassief · Dent Blanche-nappe · Engadin-venster · Hohe Tauern-venster · Periadriatische lijn · Ivrea-zone · Lepontin dome · Rhône-Simplonlijn · Sesia-zone |
| Paleogeografische gebieden |
| Valais-oceaan |
| Briançonnais microcontinent |
| Piëmont-Liguriëbekken |
| Apulische of Adriatische plaat |
| Portaal Geologie |

De Rhône-Simplonlijn is een grote geologische breukzone in de Zwitserse Alpen.
De breukzone loopt van het Val d'Ossola over de Simplonpas en dan door het dal van de Rhône, min of meer van oost naar west. Ergens ten zuiden van Sion gaat de breukzone over in het Penninisch front dat door de Franse Alpen loopt.
Tektonisch gezien functioneert de breukzone als een enorme dextrale transformbreuk. Het noordoostblok wordt de Lepontin dome genoemd en beweegt bovendien omhoog. Geologen zien de lijn als een direct gevolg van het naar het noordnoordwesten bewegen van de Adriatische plaat, waarbij die plaat zich als een wig in de Europese plaat beweegt.